# Vanguard TV-3BU
Vanguard Test Vehicle 3 Backup (Vanguard TV-3BU) est une réplique de sauvegarde de Vanguard TV-3, lancé sans succès le 6 décembre 1957. Il échoue moins d'une minute après son lancement, le 5 février 1958. Les lanceurs Vanguard ont principalement pour but de tester les systèmes du lanceur et du satellite. Les objectifs du programme pour le satellite sont de réaliser des mesures d'impact de micrométéorites et géodésiques depuis l'orbite terrestre. Les études d'ingénierie incluent la charge en électrons et la température du satellite. Le programme de satellites IGY Vanguard (IGY - International Geophysical Year) est conçu dans le but de lancer un ou plusieurs satellites en orbite terrestre pendant l'Année géophysique internationale (AGI), qui s'achève le 31 décembre 1958.

## Description du satellite
Le satellite est identique au satellite TV-3, une sphère en aluminium d’environ 1,5 kg de 16,3 cm de diamètre, presque identique à celui de Vanguard 1. Un cylindre garni d'écrans thermiques installé à l'intérieur de la sphère contient la charge utile. Il contient un ensemble de piles au mercure, un émetteur de télémesure de 10 milliwatts et de 108 MHz alimenté par les piles et un émetteur de balise Minitrack de 5 milliwatts et de 108,03 MHz, alimenté par six piles carrées (5 cm de côté). Les cellules photovoltaïques sont installées sur le corps du satellite. Six antennes en alliage d'aluminium, actionnées par un ressort, de 30 cm de long et 0,8 cm de diamètre sortent de la sphère. Les antennes sont perpendiculaires au centre de la sphère. Les émetteurs sont destinés aux données d'ingénierie et de suivi, mais doivent déterminer le nombre total d'électrons entre le satellite et les stations terriennes. Vanguard a également deux thermistances capables de mesurer la température intérieure du satellite pour l'étude de l'efficacité de la protection thermique.
Un dispositif de séparation maintient la sphère attachée au troisième étage avant son déploiement. Lors du déploiement, une sangle tenant le satellite en place est relâchée et trois ressorts séparent le satellite du troisième étage à une vitesse relative d'environ 0,3 m/s.

## Description du lanceur
Vanguard est la désignation utilisée à la fois pour le lanceur et le satellite. Le premier étage du lanceur à trois étages Vanguard est propulsé par un moteur-fusée à propulsion liquide GE X-405, de General Electric, de 125 000 N, alimenté par 7 200 kg de kérosène (RP-1) et d'oxygène liquide, avec pression à l'hélium. Il contient 152 kg de peroxyde d'hydrogène. Il mesure 13,4 m de hauteur, 1,14 m de diamètre et a une masse de lancement d'environ 8 090 kg.
Le deuxième étage de 5,8 m de hauteur et 0,8 m de diamètre comporte un moteur-fusée à ergols liquides Aerojet-General AJ-10, brûlant 1 520 kg de diméthylhydrazine asymétrique (UDMH) et d'acide nitrique fumant blanc (WIFNA) avec un réservoir d'hélium. Il produit une poussée de 32 600 N et une masse au lancement d'environ 1 990 kg. Cet étage contient le système de guidage et de contrôle.
Un moteur-fusée à propergol solide avec une poussée de 10 400 N (durant 30 secondes) est mis au point par Grand Central Rocket Co. pour satisfaire aux exigences du troisième étage. L'étage a une hauteur de 1,5 m, un diamètre de 0,8 m et une masse au lancement de 194 kg. Un boîtier en acier comporte un dôme pour supporter le satellite.
La hauteur totale du lanceur avec le satellite est d'environ 21,9 mètres. La capacité de la charge utile est de 11,3 kg sur une orbite terrestre basse de 555 km. Un lancement nominal met à feu le premier étage durant 144 secondes, et amène le lanceur à une altitude de 58 km, suivi du deuxième étage durant 120 secondes à 480 km d'altitude, après quoi le troisième étage largue le satellite en orbite à 555 km d'altitude. Il s'agit de la même configuration du lanceur, avec des modifications mineures, utilisée pour le lanceur Vanguard TV-3 et tous les vols Vanguard suivants, y compris le lanceur Vanguard SLV-6.

## Description du lancement
Le lancement a lieu le 5 février 1958 à 07 h 33 TU depuis le Atlantic Missile Range (AMR) à la base de lancement de Cap Canaveral, en Floride. Le lancement initial est nominal, mais à 460 mètres d’altitude, un dysfonctionnement de la connexion entre des unités du système de contrôle ou du servo-amplificateur du premier étage entraîne une perte du contrôle d'attitude. Des signaux électriques parasites provoquent le mouvement du moteur du premier étage dans le plan du tangage. À une altitude d'environ 6,1 km, soit 57 secondes après le début du vol, une chute violente à 45° provoque des charges structurelles excessives sur le lanceur, qui se rompt à l'arrière du deuxième étage à 62 secondes, mettant fin à la mission.

## Sources
- NASA Space Science Data Coordinated (NSSDC) : Vanguard TV3 Backup